# Capa freática

Esquema de una capa freática confinada: 1. acuífero, 2. estratos impermeables, 3. área de infiltración, 4. pozo artesiano, 5. nivel freático, 6. pozo, 7. manantial

Una capa freática o napa subterránea es una acumulación de agua subterránea que se encuentra a una profundidad relativamente pequeña bajo el nivel del suelo. Más precisamente es un acuífero relativamente superficial, pues los acuíferos pueden estar también a mayores profundidades.
De ellas se alimentan los pozos y las fuentes de agua, potable o no. Son los acuíferos más expuestos a la contaminación proveniente de la superficie.
Una capa freática suele estar limitada por dos superficies. La inferior suele ser un estrato de terreno impermeable a una profundidad más o menos grande. Por encima hay una zona saturada, la capa freática en sí, cuyo límite superior puede ser un estrato impermeable o no. Este límite es el que se llama nivel freático. Si el terreno que está por encima de ese nivel es permeable, se tratará, normalmente, de una zona insaturada.

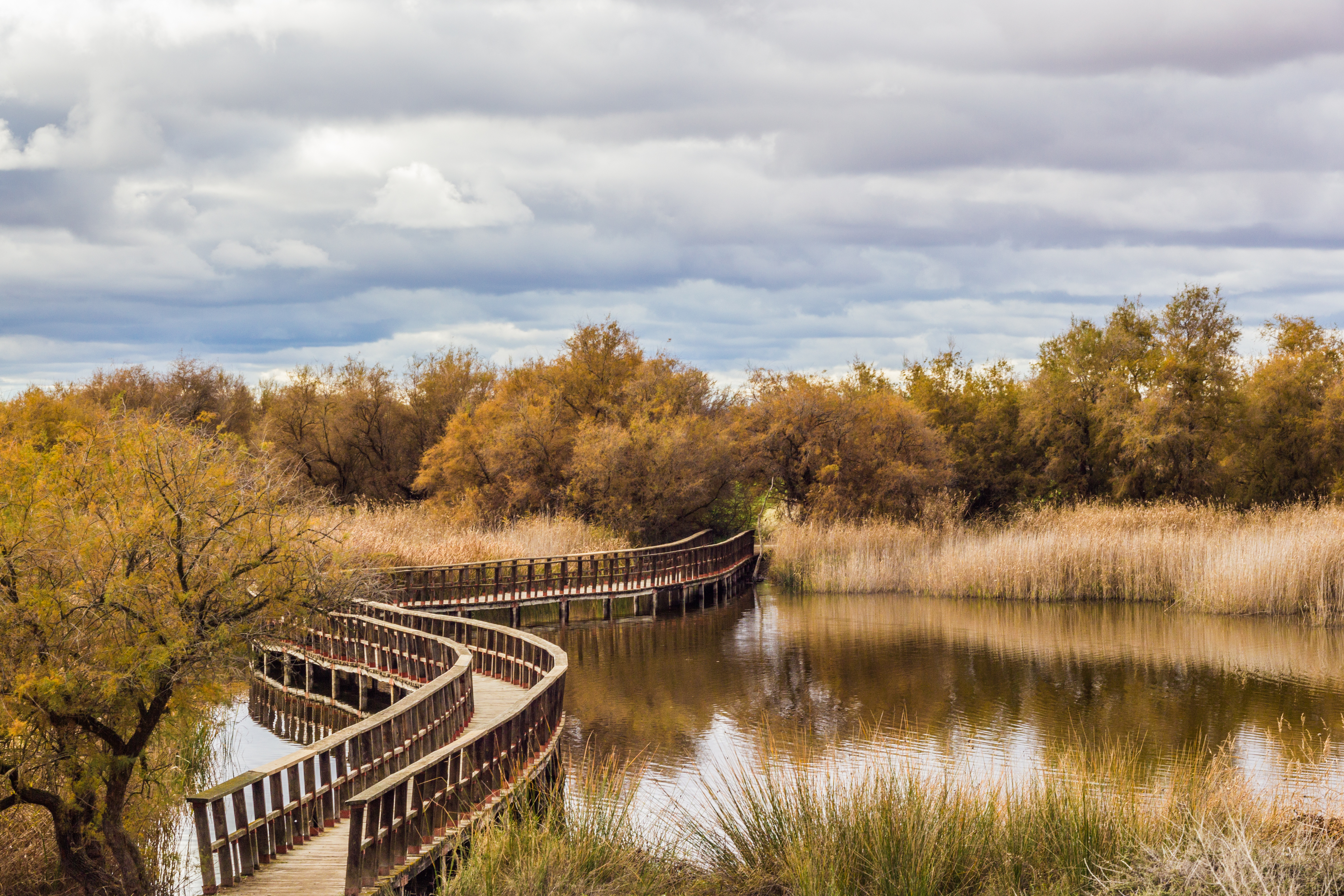
Las Tablas de Daimiel (España) son un ejemplo de una capa freática que aflora en la superficie.

Por capa freática se entiende la parte del suelo saturada de agua, es decir, aquella en la que los huecos entre los granos de tierra están completamente llenos de agua. Si el estrato que está por encima no es impermeable, habrá tierras no saturadas, cuyos intersticios contienen, además de agua, también aire.
Puede ser suficiente una aportación suplementaria y reducida de agua para hacer pasar la capa no saturada a capa saturada, es decir, para subir el nivel freático. Y, si el espesor de esta capa no saturada era originalmente poco importante (nivel freático somero) y la topografía del lugar se presta a ello, el agua afloraría a la superficie, en forma de charca, laguna o lago, y hasta puede desencadenar una inundación.

## Tipos de capas freáticas

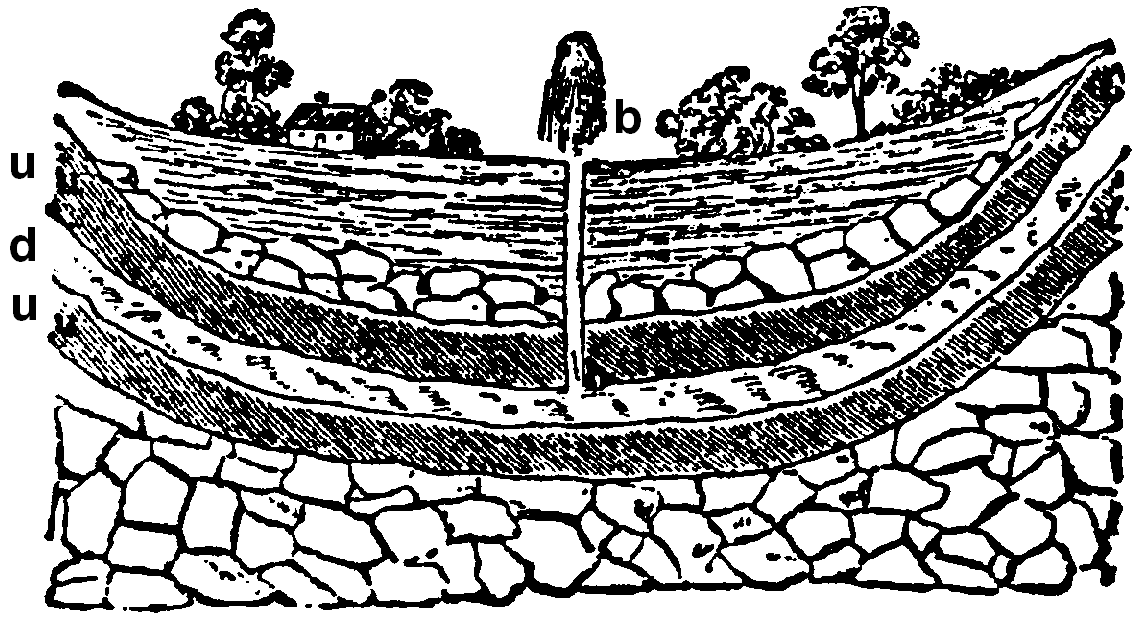
Imagen de una capa freática, con pozo artesiano, (capa confinada) publicada en la Nordisk familjebok de 1876.

- Se dice que una capa es libre cuando su nivel superior puede variar sin encontrarse constreñido por un sustrato superior de terreno impermeable. La perforación de un pozo sobre este tipo de capa no influirá sobre el nivel freático, que solo variará por otras causas.
- En caso contrario se hablaría de una capa confinada. El agua estará a presión y si se perfora un pozo, el agua sube hasta su nivel de equilibrio, que será aquel en que la presión del acuífero iguale a la presión atmosférica. Si este equilibrio se produce por encima del nivel del terreno, se habla de un pozo artesiano.
- Hay también otro tipo de capa, confinada, pero sin ningún contacto con el exterior y que no se recarga desde épocas muy lejanas, y se llama capa freática fósil.[2]

## Capas freáticas de aguas calientes
En algunos casos hay capas freáticas de agua caliente, aguas que proceden de capas subterráneas de la Tierra que se encuentran a mayor temperatura. Debido a su temperatura, tienen capacidad para disolver ciertos minerales contenidos en los terrenos en que están y así, muchas de ellas son ricas en diferentes componentes minerales y pueden emplearse en usos terapéuticos, como baños, inhalaciones, irrigaciones, (ver Hidroterapia) y también para calefacción de edificios. Por lo general se encuentran a lo largo de líneas de fallas ya que a lo largo del plano de falla pueden introducirse las aguas subterráneas que se calientan al llegar a cierta profundidad y suben después en forma de vapor (que puede condensarse al llegar a la superficie, formando un géiser) o de manantiales de agua caliente.

## Variaciones de volumen del agua de la capa
Normalmente las capas se recargan mediante la lluvia que escurre entre los granos de tierra que forman el suelo. Por las tierras permeables, el agua filtra y llega a la capa. Una perforación (un pozo) permite saber el nivel superior de la capa (nivel freático), nivel sobre el cual, los intersticios de la tierra no están saturados de agua. Las variaciones del nivel del agua del pozo muestran el grado de llenado del yacimiento subterráneo.

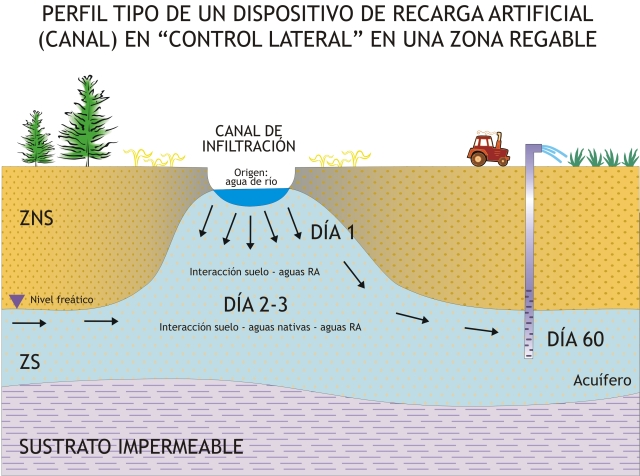
Recarga artificial por el fondo de un canal.

El nivel puede variar por causas naturales (periodos especialmente lluviosos o especialmente secos). En épocas secas, el agua de las capas no saturadas, llega por capilaridad a las capas superiores del terreno y puede evaporarse. Otro modo en que una capa pierde agua, se debe a las plantas que la recogen por sus raíces y la difunden en la atmósfera por evapotranspiración. En épocas lluviosas, sin embargo, el agua filtrada por el terreno suele ser, con facilidad, superior al agua perdida por evaporación. De este modo puede variar el contenido de agua de las capas por medios naturales y, por lo tanto, la profundidad del nivel freático. A menudo las capas mantienen un nivel freático más o menos estable, salvo las variaciones anuales debidas a las estaciones secas y lluviosas.
Con frecuencia el contenido de agua de la capa se mantiene estable cuando el nivel freático máximo está limitado por salidas de agua naturales por manantiales, como fuentes de arroyos o ríos, de modo que las reposiciones son iguales a las pérdidas.
En todo caso lo más importante es el influjo de las variaciones de nivel debidas a causas artificiales. Si se extrae, mediante bombeo, agua del acuífero, para riego por ejemplo, a una velocidad mayor que la de reposición de agua de la capa, se producirá un descenso de la altura del agua, y puede llegarse al agotamiento de la capa.
Existe también la posibilidad de hacer una recarga artificial de las capas utilizando aguas de superficie que se introducen por muy diversos medios en la capa freática. Entre otras pueden aprovecharse aguas depuradas (la filtración por el terreno acaba el proceso de depuración) o agua infiltrada por el fondo de un canal. Por supuesto, también se emplea el bombeo directo por pozos en las épocas invernales cuando hay abundancia de aguas superficiales.
Otro sistema es el aprovechamiento del agua de lluvia estacional, haciendo una serie de pequeñas presas a lo largo del cauce de una torrentera o rambla y en el fondo de cada una un pozo, relleno de arena, que llegue hasta el acuífero, de modo que la presa retenga el agua de lluvia, que se perdería en el río madre o en el mar, el tiempo suficiente como para filtrarse, toda o en parte, hasta la capa freática. Además el sistema sirve para moderar, en cierto modo, las posibles avenidas en épocas de lluvias torrenciales o gota fría.
Otro tipo de capa, también frecuente es el que forman los cauces de los ríos cuando el terreno de sus orillas es permeable: se recargan porque el agua del río se extiende bajo tierra hasta distancias que pueden llegar a ser importantes (acuíferos aluviales). Evidentemente, en épocas de estiaje del río el volumen de agua almacenado en estas capas también desciende. Un caso extremo en España es el del Guadiana cuyo cauce desaparece de la superficie durante un tramo, entre Argamasilla de Alba y Villarrubia de los Ojos (ambas en la provincia de Ciudad Real) formando una capa freática.

## Relación sólido/agua en un medio poroso

Capa freática

### Zona saturada
La zona saturada de las capas distingue entre dos tipos de agua:
- agua vinculada o agua atrapada, en realidad unida a los sólidos mediante fuerzas moleculares o electrostáticas, estando los dos procesos limitados en el espacio;
- agua libre, capaz de moverse debido a la gravedad o bajo el efecto de la presión.

El agua vinculada corresponde a:
- la capa más cercana a los granos, en la que el espesor es de pocas docenas de moléculas (0,1 micrómetro) corresponde a una orientación de las moléculas de agua con estructura dipolar H-OH, perpendicular a la superficie de los granos. En esta zona la viscosidad del agua puede doblarse o triplicarse, su densidad es del orden de 1,5 y su presión por unidad de superficie puede ser del orden de 10 000 bar.
- la zona de transición entre 0,1 y 0,5 micrómetros tiene moléculas sometidas a una atracción no despreciable y que están inmóviles.

Por encima, las fuerzas de atracción son más débiles y se trata entonces de agua libre.

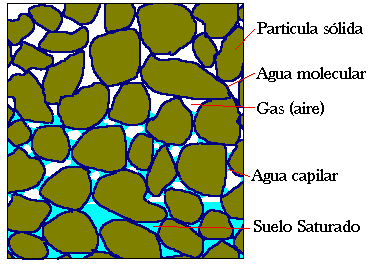
Las tres formas en que el agua puede estar presente en el suelo.

Se denomina humedad del suelo a la cantidad de agua por volumen de tierra que hay en un terreno.

### Zona no saturada
Al contrario que en la zona saturada, que contiene una parte líquida (agua) y otra sólida (piedra, tierra) aquí hay un tercer componente: aire. Se considera saturada la parte de los huecos ocupada por el agua.
En la zona no saturada se distinguen cuatro estados en función de la saturación de agua en el terreno:
- el agua funicular o gravítica: en un terreno casi saturado de agua, con algunas burbujas de aire, el agua puede circular por influjo de la gravedad.
- suelo saturado en equilibrio también llamado suelo capaz de retención capilar: la fase de agua es continua también, pero no circula solo por efecto de la gravedad. Esto corresponde al agua retenida por capilaridad.
- el agua pendular: en un terreno ligeramente saturado de agua, y ocupa anillos discontinuos en los puntos de contacto entre ellos. La fase agua es siempre continua, las presiones se transmiten, pero los movimientos del agua son muy lentos por la delgadez de la película húmeda.
- saturación irreductible: si se va el agua (evapotranspiración), no queda más que el agua ligada.

## Efecto en el rendimiento de cultivos

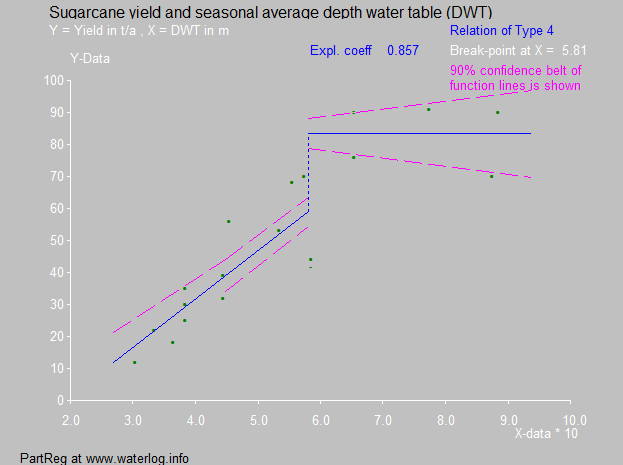
Rendimiento de caña de azúcar y la profundidad del freático, Australia. El valor crítico de la profundidad es 0.6 m.

Para la mayoría de los cultivos agrícolas la capa freática debe encontrarse en un cierto campo de profundidades, porque a profundidades distintas (tanto mayores como menores) el rendimiento se reduce. Para algunos cultivos importantes se ha desarrollado una clasificación:
PNF = Profundidad del Nivel Freático
| Cultivo y lugar           | Tolerancia PNF(cm) | Clasificación        | Explicación                                          |
| ------------------------- | ------------------ | -------------------- | ---------------------------------------------------- |
| Trigo, Delta del Nilo     | 45                 | Muy tolerante        | Resiste niveles freáticos superficiales              |
| Caña de azúcar, Australia | 60                 | Tolerante            | El nivel freático debe tener una profundidad > 60 cm |
| Plátano, Surinam          | 70                 | Ligeramente sensible | El rendimiento baja a profundidades < 70 cm          |
| Algodón, Delta del Nilo   | 90                 | Sensible             | El algodón necesita suelo seco                       |

## Algunos acuíferos en el mundo

### En España
El acuífero de Los Arenales pertenece a la cuenca del río Duero en Castilla y León. Cubre más de 7000 km² comprendidos entre el sur del río Duero, el sistema Central y por el oeste el curso del Río Tormes.
El acuífero Sistema 23 o acuífero de La Mancha Occidental es la unidad central y una de las piezas clave del sistema hidrológico de la Cuenca Alta del Guadiana. Abarca una superficie de 5.500 km² con una profundidad de 70 m y sobre él se asientan más de 30 municipios de las provincias de Ciudad Real, Albacete y Cuenca. Se trata, por tanto, de uno de los mayores acuíferos de España.

### En Francia
En Francia, la capa más extensa es la de Beauce cuya superficie es de cerca de 9000 km², en seis departamentos. Sus reservas se estiman en unos 20 mil hectómetros cúbicos.
La capa mayor es la de la llanura del Rin en Alsacia, cuya extensión es pequeña, pero que tiene unas reservas estimadas en 35 000 hectómetros cúbicos en la parte alsaciana solamente.

### En Estados Unidos
La capa freática más grande de los Estados Unidos el capa de Ogallala, de una superficie comparable a la de Francia, que se extiende de Dakota del Sur a Texas.

### En Sudamérica
- Acuífero Guaraní, en la Cuenca del Río de la Plata

## Riesgos de agotamiento de los acuíferos subterráneos en el mundo
Ya en 2001, el experto americano Lester R. Brown denunciaba que el nivel de las capas freáticas bajaba en todos los continentes, debido a que se dispone de bombas eléctricas o con motor de explosión que permiten extraer agua más deprisa que su reemplazo por las lluvias. Y citaba concretamente tres regiones: la llanura de China del Norte, el Punjab en la India/Pakistán y la parte sur de las praderas de los Estados Unidos, que son regiones de agricultura de regadío.
En 2002, la NASA y el centro aeroespacial alemán lanzaron la misión GRACE (Gravity Recovery and Climate Experiment) principalmente para evaluar, mediante observaciones por satélite, el nivel de las capas freáticas en el planeta. Anteriormente era imposible hacer estas estimaciones por las dificultades de acceso a ellas. La misión ha encontrado una fuerte caída de las reservas, no solamente en China, India y Estados Unidos, sino en regiones tales como Argentina, California, Oriente próximo y Australia. Se da el caso de que Estos países son grandes productores de cereales y que sus aguas subterráneas representan la mayor parte de las reservas de agua dulce disponibles sobre la tierra.
Sandra Postel estima que el bombeo anual de los acuíferos es de unos 160 miles de millones de metros cúbicos de agua en todo el planeta, con un equivalente aproximado de «mil toneladas de agua para producir una tonelada de cereales», esta extracción corresponde a 160 millones de toneladas de cereales, es decir, la mitad de la producción estadounidense.
Dada la inmensa población china, de más de 1.400 millones de habitantes, el agotamiento de las capas freáticas de China, podría influir en el mercado mundial de cereales, llevando a un alza de precios de los alimentos en todo el mundo.
Según tres investigadores de la Universidad de Utrech, autores de un estudio sobre el tema publicado el 25 de enero de 2012, «la falta de prudencia en el uso de las aguas subterráneas para riego es un problema importante no solo para los países que hacen un uso intensivo de ella, sino para todo el mundo, en conjunto, dado que el comercio internacional induce una correlación intensa entre la producción de alimentos en un país y el consumo en otro».
En España, entre otros está en peligro el llamado Acuífero 23 o de La Mancha Occidental, que con sus más de 5000 km² de superficie es de los mayores de la península. Fue declarado sobreexplotado en febrero de 1987 por acuerdo de la Junta de Gobierno de la Confederación Hidrográfica del Guadiana. De hecho, la fuente primaria del Guadiana había dejado de brotar.